# Glăvănești
Glăvănești è un comune della Romania di 3 571 abitanti, ubicato nel distretto di Bacău, nella regione storica della Moldavia.
Il comune è formato dall'unione di 5 villaggi: Frumușelu, Muncelu, Glăvănești, Putredeni, Razeșu.